# Marienhagen
Marienhagen là một thị xã ở huyện Hildesheim bang Niedersachsen, Đức. Đô thị Marienhagen có diện tích 6,23 km², dân số thời điểm ngày 31 tháng 12 năm 2006 là 888 người.